# Віра Фарміґа
Віра Фарміґа (англ. Vera Ann Farmiga; нар. 6 серпня 1973, Кліфтон, округ Пассейк, Нью-Джерсі, США) — американська акторка, режисерка та продюсерка українського походження.
Найбільш відома за роллю дослідниці паранормальних явищ Лоррейн Воррен у фільмах «Закляття» (2013), «Закляття 2» (2016), «Анабель 3» (2019) та «Закляття 3: За велінням диявола» (2021). Кінодебют акторки відбувся в драмі-трилері «Повернення до раю» (1998). Прорив Фарміґи відбувся у 2004 році, коли вона зіграла роль наркоманки в драмі «До останньої межі». Вона отримала подальшу похвалу за драматичний фільм «Нічого, окрім правди» (2008), а також отримала визнання критиків за головну роль у трагікомедії «Вище неба» 2009 року, за яку була номінована на премію «Оскар» у категорії «Найкраща жіноча роль другого плану».
Віра Фарміґа дебютувала як режисер у 2011 році в драмі «Цей темний світ», в якій вона також зіграла головну роль. Також мала головні ролі у фільмах «Маньчжурський кандидат» (2004), «Відступники» (2006), «Хлопчик у смугастій піжамі» (2008), «Початковий код» (2011), «Код доступу „Кейптаун“» (2012), «Суддя» (2014), «Лідер перегонів» (2018), «Ґодзілла ІІ: Король монстрів» (2019).

## Дитинство
Друга із семи дітей у сім'ї українських емігрантів, комп'ютерного аналітика Михайла (Майкла) Фарміґи та вчительки Любомири (Люби) Фарміґи (до шлюбу Спас). У Віри три брати — Віктор, Степан (Стефан), Олександр і три сестри — Надія, Лариса і Таїсса (Таїсія, теж акторка). Двоюрідна сестра Віри — американська художниця й викладачка Адріана Фарміґа.
Її бабуся Надія (до шлюбу Плетенців, 1925—2014) і дідусь Федір Спас (1921—1990) зустрілися в таборі для переміщених осіб у Німеччині під час Другої світової війни. У той час її дід працював механіком в армії США. Федір і Надія одружилися в Мюнхені у 1946 році й емігрували до США у 1950 році, коли мати Фарміґи була зовсім маленькою. Батько Фарміґи народився в Україні, а виріс в Аргентині. Він почав кар'єру в професійному футболі у збірній Аргентини, але після пошкодження коліна переїхав до США.
До шести років Віра не говорила англійською. Вона відвідувала українську католицьку школу в місті Ньюарк, штат Нью-Джерсі, та виступала в гурті українського народного танцю, була вихованкою української скаутської організації «Пласт».
Її сім'я належала до української греко-католицької церкви, але перейшла до п'ятидесятників, коли Віра була малою.
Коли Вірі було 12, її сім'я переїхала до іншого міста того ж штату, де вона почала ходити до української католицької школи Св. Іоанна Хрестителя у Ньюарку, де також училася танцювати в українському ансамблі народних танців «Сизокрилі».
У 1991 році Фарміґа закінчила Центральну окружну середню школу в Гантердоні (Hunterdon Central Regional High School). В 11-му класі, коли її не взяли до шкільної футбольної команди, найкраща подруга переконала її спробувати сили у шкільному спектаклі. Віра отримала головну роль. Після закінчення середньої школи в 1991 році Віра Фарміґа, яка колись мріяла стати лікаркою-офтальмологинею, продовжила свою театральну освіту у престижному Сиракузькому університеті в Нью-Йорку, де у 1995 році закінчила факультет візуальних і виконавських мистецтв (Syracuse University's School of Visual and Performing Arts).

## Кар'єра
У 1996 році почала грати на Бродвеї. Наприкінці 1990-х почала зніматися в серіалах та фільмах на ТБ. З 2000-х кар'єра пішла вгору, вона знімається в таких кінострічках як «Осінь у Нью-Йорку», «Лялька», «Маньчжурський кандидат».
Найбільш відома за роллю дослідниці паранормальних явищ Лоррейн Воррен у фільмах «Закляття» (2013), «Закляття 2» (2016), «Анабель 3» (2019) та «Закляття 3: За велінням диявола» (2021). Також мала головні ролі у фільмах «Маньчжурський кандидат» (2004), «Відступники» (2006), «Хлопчик у смугастій піжамі» (2008), «Початковий код» (2011), «Код доступу „Кейптаун“» (2012), «Суддя» (2014), «Лідер перегонів» (2018), «Ґодзілла ІІ: Король монстрів» (2019).
З 2013 по 2017 рік Фарміґа втілила Норму Луїзу Бейтс у драматичному серіалі «Мотель Бейтсів», за що була номінована на премію «Еммі».
У 2021 році зіграла Елеонору Бішоп у мінісеріалі «Соколине око», знятому кіностудією Marvel.

## Особисте життя
Фарміґа була одружена з французьким актором Себастьяном Роше з 1997 по 2004 роки. 
У 2008 році одружилася з Реном Гоукі, з яким зустрічалась чотири попередні роки. 15 січня 2009 народила сина Фінна (Fynn), а 4 листопада 2010 року — доньку Ґітту Любов (Gytta Lubov).

## Громадянська позиція
Під час Євромайдану акторка звернулася до українського народу, висловивши свою солідарність із демонстрантами в Києві:
22 березня 2022 року Віра Фарміга опублікувала відео на своїй сторінці в Інстаграм, в якому зачитала вірш українського поета В. Симоненка в оригіналі. Від початку російського вторгнення 2022 акторка також публікувала на своїй сторінці й інші дописи на підтримку України, зокрема рядки українського гімну, а також обкладинку «Time» із цитатою президента України — Володимира Зеленського.
«Як американка, що пишається своїм українським походженням, я хочу висловити свою солідарність з українським народом».

## Фільмографія

### Фільми
| Рік  | Українська назва                       | Оригінальна назва                      | Роль                     | Примітки                  |
| ---- | -------------------------------------- | -------------------------------------- | ------------------------ | ------------------------- |
| 1998 | Повернення до раю                      | Return to Paradise                     | Керрі                    |                           |
| 2000 | Осінь у Нью-Йорку                      | Autumn in New York                     | Ліза Тайлер              |                           |
| 2001 | 15 хвилин                              | 15 Minutes                             | Дафна Гандлова           |                           |
| 2001 | Порох                                  | Dust                                   | Емі                      |                           |
| 2001 |                                        | Snow White: The Fairest of Them All    | Джозефін                 |                           |
| 2002 | Любов у часи, коли гроші вирішують все | Love in the Time of Money              | Ґрета                    | limited release           |
| 2003 | Лялька                                 | Dummy                                  | Лорена                   |                           |
| 2004 |                                        | Touching Evil                          | Детективка С'юзан Бранка |                           |
| 2004 | До останньої межі                      | Down to the Bone                       | Ірен                     |                           |
| 2004 | Ангели із залізними щелепами           | Iron Jawed Angels                      | Руза Венцлавська         | TV film                   |
| 2004 | Втрата свідомості                      | Mind the Gap                           | Еллісон Лі               |                           |
| 2004 | Маньчжурський кандидат                 | The Manchurian Candidate               | Джоселін Джордан         |                           |
| 2005 | Нехитра справа                         | The Hard Easy                          | Др. Чарлі Брукс          |                           |
| 2005 | Невдаха                                | Neverwas                               | Елінна                   |                           |
| 2006 | Панічна втеча                          | Running Scared                         | Тереза Газелле           |                           |
| 2006 | Вторгнення                             | Breaking and Entering                  | Оана                     |                           |
| 2006 | Відступники                            | The Departed                           | Медолін Мейден           |                           |
| 2007 | Джошуа                                 | Joshua                                 | Еббі Кейрн               |                           |
| 2007 | Ніколи-назавжди                        | Never Forever                          | Софі Лі                  |                           |
| 2007 | По етапу                               | In Tranzit                             | Наталія                  |                           |
| 2008 | Послуга за послугу                     | Quid Pro Quo                           | Фіона                    |                           |
| 2008 | Хлопчик у смугастій піжамі             | The Boy in the Striped Pyjamas         | Ельза (Мати)             |                           |
| 2008 | Нічого окрім правди                    | Nothing But the Truth                  | Еріка Ван Дорен          |                           |
| 2009 | Успіх винаря                           | The Vintner's Luck                     | Баронеса Аврора          |                           |
| 2009 | Дитя пітьми                            | Orphan                                 | Кейт Колман              |                           |
| 2009 | Вище неба                              | Up in the Air                          | Алекс Горан              |                           |
| 2010 | Кримінальна фішка від Генрі            | Henry's Crime                          | Джулі                    |                           |
| 2011 | Початковий код                         | Source Code                            | Керол Гудвін             |                           |
| 2011 | Цей темний світ                        | Higher Ground                          | Корінн Волкер            | Також є режисеркою фільму |
| 2011 |                                        | A View from the Bridge                 | Беатріс                  |                           |
| 2012 | Кози                                   | Goats                                  | Венді                    |                           |
| 2013 | Закляття                               | The Conjuring                          | Лорен Воррен             |                           |
| 2013 | Міддлтон                               | Middleton                              | Едіт                     |                           |
| 2014 | Суддя                                  | The Judge                              | Саманта                  |                           |
| 2018 | Пасажир                                | The Commuter                           | Джоанна                  |                           |
| 2018 | Межі                                   | Boundaries                             | Лора Джеконі             |                           |
| 2018 | Лідер перегонів                        | The Front Runner                       | Олета «Лі» Гарт          |                           |
| 2018 | Скін                                   | Skin                                   | Шерін Крейґер            |                           |
| 2019 | Битва за Землю                         | Captive State                          | Джейн Доу                |                           |
| 2019 | Ґодзілла ІІ: Король монстрів           | Godzilla: King of the Monsters         | Емма Расселл             |                           |
| 2019 | Анабель 3                              | Annabelle Comes Home                   | Лорейн Воррен            |                           |
| 2021 | Закляття 3: За велінням диявола        | The Conjuring: The Devil Made Me Do It | Лорейн Воррен            |                           |
| 2021 | Багато святих Ньюарка                  | The Many Saints of Newark              | Лівія Сопрано            |                           |
| 2023 | Езра. Неналежна поведінка              | Ezra                                   | Грейс                    |                           |
| 2025 | Закляття 4: Останні обряди             | The Conjuring: Last Rites              | Лорен Воррен             |                           |

### Телебачення
| Рік         | Українська назва              | Оригінальна назва                | Роль                        | Примітки                             |
| ----------- | ----------------------------- | -------------------------------- | --------------------------- | ------------------------------------ |
| 1997        | Рев                           | Roar                             | Кейтлін                     |                                      |
| 1998        | Закон і порядок               | Law & Order                      | Ліндсей                     | Епізод: «Expert»                     |
| 2001        |                               | UC: Undercover                   | Алекс Кросс                 |                                      |
| 2004        |                               | Touching Evil                    | Детективка С'юзан Бранка    |                                      |
| 2013 — 2017 | Мотель Бейтсів                | Bates Motel                      | Норма Луїза Бейтс           | 50 епізодів; продюсер                |
| 2018        | Електричні сни Філіпа К. Діка | Philip K. Dick's Electric Dreams | Кандидатка                  |                                      |
| 2019        | Коли вони нас побачать        | When They See Us                 | прокурорка Елізабет Ледерер | 2 епізоди                            |
| 2021        | Голстон                       | Halston                          | Адель                       | Епізод: «The Sweet Smell of Success» |
| 2021        | Соколине око                  | Hawkeye                          | Елеонор Бішоп               |                                      |
| 2022        | П'ять днів у лікарні          | Five Days at Memorial            | докторка Анна Поу           |                                      |

## Нагороди й номінації
Повний список див. на IMDb.com
| Нагорода                                | Рік  | Категорія                                                       | Робота                     | Результат |
| --------------------------------------- | ---- | --------------------------------------------------------------- | -------------------------- | --------- |
| Оскар                                   | 2010 | Найкраща жіноча роль другого плану                              | Вище неба                  | Номінація |
| БАФТА                                   | 2010 | Найкраща жіноча роль другого плану                              | Вище неба                  | Номінація |
| Золотий глобус                          | 2010 | Найкраща жіноча роль другого плану                              | Вище неба                  | Номінація |
| «Еммі»                                  | 2013 | Найкраща жіноча роль у драматичному телесеріалі                 | Мотель Бейтсів             | Номінація |
| «Еммі»                                  | 2019 | Найкраща жіноча роль другого плану в мінісеріалі або телефільмі | Коли вони нас побачать     | Номінація |
| Кінопремія «Вибір критиків»             | 2007 | Найкращий акторський склад у кіно                               | Відступники                | Номінація |
| Кінопремія «Вибір критиків»             | 2009 | Найкраща акторка другого плану                                  | Нічого окрім правди        | Номінація |
| Кінопремія «Вибір критиків»             | 2010 | Найкраща акторка другого плану                                  | Вище неба                  | Номінація |
| Кінопремія «Вибір критиків»             | 2010 | Найкращий акторський склад у кіно                               | Вище неба                  | Номінація |
| Вибір телевізійних критиків             | 2013 | Найкраща акторка в драматичному серіалі                         | Мотель Бейтсів             | Номінація |
| Вибір телевізійних критиків             | 2014 | Найкраща акторка в драматичному серіалі                         | Мотель Бейтсів             | Номінація |
| Вибір телевізійних критиків             | 2015 | Найкраща акторка в драматичному серіалі                         | Мотель Бейтсів             | Номінація |
| Супутник                                | 2006 | Найкращий акторський склад у кінофільмі                         | Відступники                | Перемога  |
| Супутник                                | 2011 | Найкраща жіноча роль                                            | Цей темний світ            | Номінація |
| Супутник                                | 2014 | Найкраща жіноча роль у драматичному серіалі                     | Мотель Бейтсів             | Номінація |
| Премія Гільдії кіноакторів США          | 2007 | Найкращий акторський склад у фільмі                             | Відступники                | Номінація |
| Премія Гільдії кіноакторів США          | 2010 | Найкраща жіноча роль другого плану                              | Вище неба                  | Номінація |
| Незалежний дух                          | 2005 | Найкраща жіноча роль                                            | До останньої межі          | Номінація |
| Премія британського незалежного кіно    | 2008 | Найкраща жіноча роль                                            | Хлопчик у смугастій піжамі | Перемога  |
| Премія Асоціації телевізійних критиків  | 2013 | Індивідуальні досягнення в драмі                                | Мотель Бейтсів             | Номінація |
| Сатурн                                  | 2014 | Найкраща телеакторка                                            | Мотель Бейтсів             | Перемога  |
| Сатурн                                  | 2015 | Найкраща телеакторка                                            | Мотель Бейтсів             | Номінація |
| Сатурн                                  | 2017 | Найкраща телеакторка                                            | Мотель Бейтсів             | Номінація |
| MTV Movie & TV Awards                   | 2014 | Найкращий переляк                                               | Закляття                   | Номінація |
| Національна рада кінокритиків США       | 2006 | Найкращий акторський склад                                      | Відступники                | Перемога  |
| Премія Лондонського гуртка кінокритиків | 2010 | Найкраща акторка року                                           | Вище неба                  | Номінація |